# Metropolia (magazyn)
Metropolia – miesięcznik biznesowy dla Polaków mieszkających w Wielkiej Brytanii. Wydawcą Metropolii jest brytyjska firma B&F services Limited. Pierwszy numer Metropolii ukazał się w czerwcu 2007 w nakładzie 40 tysięcy egzemplarzy. Metropolia skupia się na biznesie, finansach, ekonomii i edukacji.